# Store Norske
Store Norske Spitsbergen Kulkompani (SNSK), или просто Store Norske — государственная горнодобывающая компания, располагающаяся на полярном архипелаге Шпицберген. Была образована в 1916 году в качестве подразделения американской компании «Arctic Coal Company (ACC)».
Компания владеет двумя шахтами, крупнейшая из которых — Svea Nord, расположена в 60 км от Лонгйира в посёлке Свеагрува и приносит более 2 млн тонн угля ежегодно.

## История
В 1899-1903 годах произошло открытие и начало разработки угольного месторождения в районе Исфьорден на Шпицбергене, когда капитан Сёрен Закариассен обнаружил уголь, что привело к созданию компании Trondhjem-Spitsbergen Kulkompani в 1900 году и последующей продаже  месторождения в 1906 году американской компании Arctic Coal Company под руководством Джона Манро Лонгьира.  
В 1916 году произошло важное событие в истории норвежского Шпицбергена: 15 июля в Лонгйир-Сити был спущен американский флаг "Stars and Stripes" и поднят норвежский флаг инженером Сигурдом Вестбю, а 30 ноября в Осло была основана компания Store Norske Spitsbergen Kulkompani Aktieselskap.
В период 1916-1919 годов компания Store Norske Spitsbergen Kulkompani, приобретя шахтерский город с производительностью 20 000 тонн угля в год, существенно расширила инфраструктуру, включая электростанцию, больницу, жилые помещения, и начала разработку новой шахты 2a на горе Суккертоппен.
В 1920 году региональный офис в Харстаде был завершен и перемещен из Тромсё, а с 1927 года функционировал только в течение навигационного сезона как офис по найму компании Store Norske.
В 1921-1922 годах на мысе Хотеллнесет был построен современный американский погрузочно-складской комплекс с пропускной способностью 100 тонн в час, складской емкостью 150 000 тонн и суточной погрузкой на суда до 4000 тонн, включавший канатную дорогу длиной 3,5 км для обслуживания шахт №1 и №2а и приема судов водоизмещением до 6000 тонн..
В 1929 году Store Norske Spitsbergen Kulkompani впервые начала нанимать женский персонал. Внедрение женского обслуживающего персонала привело к значительным улучшениям в столовой: повысились чистота и порядок, улучшилась сервировка, а официантки стали носить белую форму, что положительно повлияло на поведение и внешний вид посетителей столовой.
В 1933 году было достигнуто соглашение между государством и Store Norske о реструктуризации управления компанией в связи с экономическим кризисом 1920-30-х годов.
29 сентября 2021 года было объявлено о планах закрытия последней угольной шахты Норвегии (Шахта 7) на Шпицбергене в сентябре 2023 года, после того как местный совет Лонгйира расторг соглашение о закупке угля с компанией Store Norske. Однако в 2022 году, в связи с изменением мировой ситуации, повышением спроса и цен на уголь, компания Store Norske приняла решение продлить работу шахты до лета 2025 года для экспорта угля на промышленные нужды.